# Val-de-Marne
Val-de-Marne är ett franskt departement, i regionen Île-de-France. Huvudort är Créteil. 
Val-de-Marne och två andra små departement, Seine-Saint-Denis och Hauts-de-Seine, bildar en ring runt Paris, känd som Petite Couronne (dvs "liten krona").